# Attus paederinus
Attus paederinus är en spindelart som beskrevs av Władysław Taczanowski 1871 [1872. Attus paederinus ingår i släktet Attus och familjen hoppspindlar. Inga underarter finns listade.